# ウィットリー郡 (インディアナ州)
ウィットリー郡（英: Whitley County）は、アメリカ合衆国インディアナ州の北東部に位置する郡である。2010年国勢調査での人口は33,292人であり、2000年の30,707人から8.4％増加した。郡庁所在地はコロンビアシティ市（人口8,750人）であり、同郡で人口最大の都市でもある。ウィットリー郡は、インディアナ州の郡をアルファベット順に並べると最後になるので、車のナンバープレートなどのコードは常に高い数字になる。

## 歴史
ウィットリー郡は1838年に設立された。郡名は米英戦争のテムズの戦いでアメリカが決定的な勝利を挙げたときに戦死したウィリアム・ウィットリー大佐に因んで名付けられた。

## 地理
アメリカ合衆国国勢調査局に拠れば、郡域全面積は337.91平方マイル (875.2 km2)であり、このうち陸地335.57平方マイル (869.1 km2)、水域は2.34平方マイル (6.1 km2)で水域率は0.69％である。

### 主要高規格道路
| - アメリカ国道24号線 - アメリカ国道30号線 - アメリカ国道33号線 - インディアナ州道5号線 - インディアナ州道9号線 | - インディアナ州道14号線 - インディアナ州道105号線 - インディアナ州道109号線 - インディアナ州道114号線 - インディアナ州道205号線 |

### 隣接する郡
- ノーブル郡 - 北
- アレン郡 - 東
- ハンティントン郡 - 南
- ウォバッシュ郡 - 南西
- カズヤスコ郡 - 西

## 気候と気象
近年、郡庁所在地であるコロンビアシティ市の平均気温は1月の14°F (-10 ℃) から7月の83°F (28 ℃) まで変化している。過去最低気温は1994年1月に記録された-24°F (-31 ℃) であり、過去最高気温は1988年6月に記録された103°F (39 ℃) である。月間降水量は2月の1.80インチ (46 mm) から6月の4.44インチ (113 mm) まで変化している。

## 郡政府
郡政府は憲法による政体であり、インディアナ州憲法とインディアナ州法典によって特別の権力を認められている。

### 郡政委員会
郡政委員会は郡政府の立法府であり、郡の歳出や歳入を管理している。委員は郡内の選挙区から選出され、任期は4年間である。給与、年間予算、特別支出を設定する責任がある。郡レベルで所得税や資産税、消費税、サービス税を課する限定付き権限があるが、所得税と資産税は州の承認を要する。

### 行政委員会
行政委員会は郡政府の行政府である。委員は郡全体を選挙区に選出され、任期は4年間で2年毎に半数が改選される。委員の一人、通常は最も経験のある者が議長になる。行政委員会は郡政委員会が決めた法を実行し、税金を集め、郡政府の日々の機能を管理する責任がある。

### 郡裁判所
郡は幾らかの民事訴訟を扱うことのできる小規模裁判所を維持している。判事は4年間任期で選出され、インディアナ州法廷弁護士協会の会員でなければならない。判事を補助するのがコンスタブルと呼ばれる法執行官であり、やはり4年間任期で選出される。特定の事件における判決に対しては、州レベルの巡回裁判所に控訴できる。

### 郡政府役人
上記以外に、保安官、検視官、監査官、財務官、登記官、測量士および巡回裁判所事務官が選挙で選ばれている。任期は4年間であり、郡政府の異なる部門を監督している。郡政府に選ばれる役人は支持政党を公にすることが求められ、また郡の住人でなければならない。
ウィットリー郡はアメリカ合衆国下院議員インディアナ州第3選挙区に属し、2008年時点では共和党議員を選出している。

## 人口動態
以下は2000年の国勢調査による人口統計データである。
| 基礎データ - 人口: 30,707人 - 世帯数: 11,711 世帯 - 家族数: 8,607 家族 - 人口密度: 35人/km2（92人/mi2） - 住居数: 12,545軒 - 住居密度: 14軒/km2（37軒/mi2） 人種別人口構成 - 白人: 98.37% - アフリカン・アメリカン: 0.19% - ネイティブ・アメリカン: 0.36% - アジア人: 0.18% - 太平洋諸島系: 0.04% - その他の人種: 0.30% - 混血: 0.57% - ヒスパニック・ラテン系: 0.90% 先祖による構成 - ドイツ系：41.7％ - アメリカ人：18.8％ - イギリス系：8.1％ - アイルランド系：7.2％ | 年齢別人口構成 - 18歳未満: 26.7% - 18-24歳: 8.1% - 25-44歳: 28.9% - 45-64歳: 23.2% - 65歳以上: 13.0% - 年齢の中央値: 37歳 - 性比（女性100人あたり男性の人口） - 総人口: 98.5 - 18歳以上: 96.0 世帯と家族（対世帯数） - 18歳未満の子供がいる: 34.5% - 結婚・同居している夫婦: 61.3% - 未婚・離婚・死別女性が世帯主: 8.3% - 非家族世帯: 26.5% - 単身世帯: 22.4% - 65歳以上の老人1人暮らし: 9.5% - 平均構成人数 - 世帯: 2.58人 - 家族: 3.03人 収入と家計 - 収入の中央値 - 世帯: 45,503米ドル - 家族: 52,872米ドル - 性別 - 男性: 37,325米ドル - 女性: 23,420米ドル - 人口1人あたり収入: 20,519米ドル - 貧困線以下 - 対人口: 4.9% - 対家族数: 3.3% - 18歳未満: 5.3% - 65歳以上: 6.2% |

## 郡区
ウィットリー郡は下記9つの郡区に分割されている。
| - クリーブランド - コロンビア - エトナ・トロイ - ジェファーソン - リッチランド | - スミス - ソーンクリーク - ユニオン - ワシントン |

## 都市と町
- チュルブスコ
- コロンビアシティ - 郡庁所在地
- ラーウィル
- サウスウィットリー

### 未編入の町
| - コース - コラマー - コリンズ - エトナ | - ピーボディ - レイバー - トリ・レイクス - タンカー - ロード |